# Edzard zu Innhausen und Knyphausen

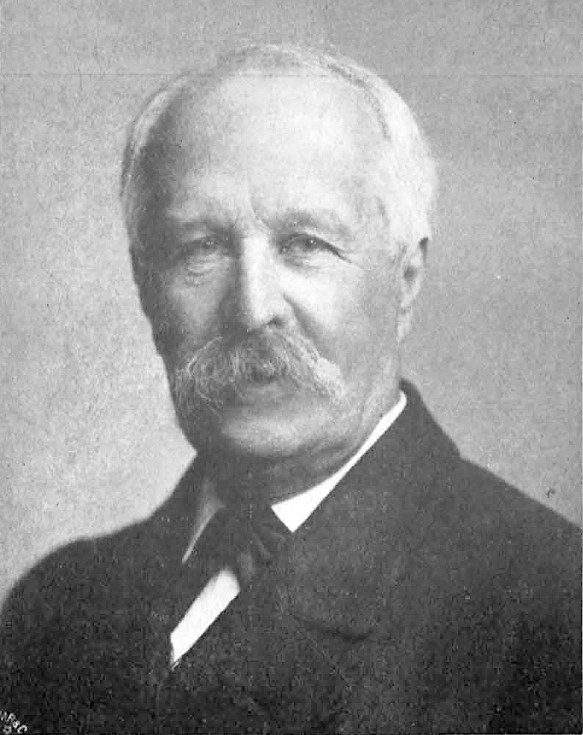
Edzard zu Innhausen und Knyphausen (1904)

Fürst Edzard Friedrich Ludwig zu Innhausen und Knyphausen (* 14. Dezember 1827 in Hannover; † 16. Januar 1908 auf Schloss Lütetsburg) war ein deutscher Großgrundbesitzer und Politiker aus Ostfriesland.

## Leben

### Herkunft
Er war der Sohn von Carl Wilhelm Georg zu Inn- und Knyphausen (1784–1860) und Luise Sophie Charlotte Friederike von Kielmansegg (1798–1874). Edzard Moritz zu Innhausen und Knyphausen war sein Großvater.

### Werdegang
Nach dem Besuch der Ritterakademie Lüneburg studierte Edzard Rechtswissenschaft an der Friedrich-Wilhelms-Universität zu Berlin  und an der Rheinischen Friedrich-Wilhelms-Universität Bonn. 1848 wurde er im Corps Borussia Bonn aktiv. In Bonn bestand er 1851 die erste juristische Staatsprüfung. Nach dem Tod seines Vaters im Jahre 1860 wurde er zum größten Grundbesitzer in Ostfriesland. Im selben Jahr ernannte ihn Georg V. von Hannover zum Kammerherrn. 1862 kaufte Edzard vom Großherzogtum Oldenburg die 1624 verloren gegangene Burg Kniphausen zurück. Zudem erwarb er 1876 die Burg Innhausen.
Nach der Annektierung Hannovers durch Preußen im Jahre 1866 vertrat er die ostfriesischen Interessen vor der preußischen Regierung. 1867 erhielt er einen Sitz im Preußischen Herrenhaus, den er jedoch erst nach der Aufhebung des Welfenfonds 1892 wahrnahm. Zudem gehörte er dem Provinziallandtag von Hannover an. Von 1885 bis 1908 war er Präsident der Gesamtsynode der Evangelisch-reformirten Kirche der Provinz Hannover. Nachdem er bereits bei der Wahl zum 1. Deutschen Reichstag 1871 gescheitert war, trat er 1893 für seine Partei, die Deutsch-Hannoversche Partei, erneut an und wurde in den Reichstag gewählt, dem er bis zu seinem Tode angehörte. Zwar hatte er die Wahl 1898 in der Stichwahl gegen den nationalliberalen Kandidaten verloren, konnte jedoch nach dem Tode des Gewählten in einer Ersatzwahl am 8. Juni 1899 den Wahlkreis zurückgewinnen. Ab 1899 schloss er sich nicht mehr der Fraktion der Deutsch-Konservativen an, sondern hospitierte dort lediglich.
Er war an der Gründung der Ostfriesischen Küstenbahn und der Ostfriesischen Sparkasse (1871) beteiligt. 1902/03 war er Präsident der Deutschen Landwirtschaftsgesellschaft, 1904 Präsident des Preußischen Herrenhauses. Am 1. Januar 1900 wurde er von Wilhelm II. gefürstet, weil er in der Provinz Hannover wie kein anderer für die Aussöhnung von Welfen und Preußen gesorgt hatte.
Er war mit Theodor Fontane befreundet, der ihn 1880 und 1882 im Zusammenhang mit Forschungen zum Schloss Hoppenrade für den letzten Band Fünf Schlösser der Wanderungen durch die Mark Brandenburg auf Schloss Lütetsburg besuchte. In der Literatur wurde der Fürst auch als Grundherr der Begüterung Pansevitz auf Rügen geführt, während andere Quellen diese als Besitzung, mit Schloss Pansevitz, als Eigentum seiner Ehefrau bezeichnen.
Im Alter von 80 Jahren gestorben, wurde er im Lütetsburger Park beigesetzt.

### Familie
Er war mit Freiin Luise von Krassow aus d. gräfl. Haus Pansevitz (* 31. Oktober 1843; † 7. Februar 1930), der Tochter von Carl Reinhold von Krassow, verheiratet. Das Paar hatte folgende Kinder:
1. Hedda Auguste Elma Karoline (* 26. Mai 1865; † 16. November 1952) ⚭ Walther von Jagow (* 19. August 1867; † 27. März 1928)
2. Theda Georgine Jeannette Pauline Julie Marie (* 2. Juni 1866; † 17. Mai 1943) ⚭ Carl von dem Bussche-Streithorst (* 22. März 1856; † 14. Juli 1934)
3. Elma Marie Luise (* 14. Oktober 1869; † 15. Oktober 1955) ⚭ William von Oheimb (* 11. Mai 1868; † 30. April 1953), Sohn von Julius von Oheimb[6]
4. Adda Hyma Marie Hilma (* 18. September 1871; † 25. März 1949) ⚭ Friedrich Karl von Reden (* 8. Februar 1864; † 22. Dezember 1925)
5. Dodo Karl Tido Albert Edzard  (* 27. Oktober 1876; † 12. Mai 1931) ⚭ Theda Elma Pauline Johanna Karoline Elisabeth von Bismarck-Bohlen (* 7. Dezember 1885; † 20. Januar 1969)
6. Elsa Klementine Hyma Selma (* 22. September 1878; † 1. Dezember 1945) ⚭ Dodo Ernst Eduard von Innhausen und Knyphausen (* 6. Juli 1877; † 7. September 1967)
7. Ebba Helene Marie Elisabeth  (* 26. Oktober 1882; † 26. Juni 1947) ⚭ Maximilian von Asseburg-Neindorf (* 2. Juli 1874; † 12. September 1945)
8. Geva[7] Karoline Adelheid Franziska Henriette (* 16. Februar 1888; † 21. Januar 1979) ⚭ Friedrich von Wallenberg-Pachaly (* 18. August 1878; † 25. September 1965)

## Werke
- Tagebuch einer Reise in Indien